# 法華寺 (福島県三春町)
法華寺（ほっけじ）は、福島県田村郡三春町に所在する日蓮正宗の寺院。山号は久成山（くしょうさん）。

## 起源と歴史
- 1613年（慶長18年）11月28日 - 建立される。開基は日蓮正宗総本山大石寺第15世法主日昌
- 1979年（昭和54年）12月25日 - 現在の本堂が完成、板本尊入仏式が行われる。
- 1992年（平成4年）12月9日 - 郡山市の寿海寺の第7代住職が創価学会に付いて日蓮正宗を離脱し寿海寺信徒は法華寺預りとなる。
- 1993年（平成5年）8月6日 - 寿海寺第7代住職の帰伏により寿海寺が日蓮正宗に復帰する。

## 所在地
- 福島県田村郡三春町字八幡町117

## 寺院周辺
- 三春八幡町郵便局
- 三春幼稚園

## 寺院の特徴
- 地元では桜の名所として知られている。

## 交通アクセス
- 磐越自動車道郡山東インターチェンジ・船引三春インターチェンジより車で15分
- 磐越東線三春駅から車で10分